# تپه سه تپان ۱
تپه سه تپان ۱ مربوط به دوره اشکانیان است و در شهرستان صحنه، بخش مرکزی، روستای علی گرزان علیا واقع شده و این اثر در تاریخ ۱۸ خرداد ۱۳۸۴ با شمارهٔ ثبت ۱۱۸۳۸ به‌عنوان یکی از آثار ملی ایران به ثبت رسیده است.